# Bart Schenkeveld
Bartholomew „Bart“ Schenkeveld (* 28. August 1991 in Den Hoorn) ist ein niederländischer Fußballspieler.

## Karriere

### Verein
Bart Schenkeveld begann 1996, bereits im Alter von 5 Jahren, mit dem Fußballspielen. 1997 wechselte er in die Nachwuchsmannschaften des niederländischen Traditionsvereins Feyenoord Rotterdam, wo er bis 2009 alle Jugendvereine Feyenoords durchlief. In Rotterdam entwickelte er sich von seiner ursprünglichen Position eines offensiven Außenspielers zu einem Innenverteidiger. Gesundheitliche Rückschläge erlitt er in diesem Zeitraum durch zwei Kreuzbandverletzungen. Diese zwangen ihn zu einer insgesamt zweieinhalb Jahre dauernden Auszeit.
Sein Debüt bei der Herrenmannschaft Feyenoords gab Schenkeveld am 29. November 2009 bei der 0:2-Auswärtsniederlage bei ADO Den Haag. Seinen ersten Profivertrag erhielt er am 7. Januar 2010. Nach einer Station auf Leihbasis bei Excelsior Rotterdam spielte Schenkenveld in Folge bei Heracles Almelo und PEC Zwolle. Bis 2017 kam er so auf 110 Spieleinsätze und drei erzielte Tore in der höchsten Spielklasse der Niederlande.
Im August 2017 wechselte er zu Melbourne City, wo er einen Vertrag über zwei Jahre unterzeichnete. Am 28. August 2019 verkündete Panathinaikos Athen die Verpflichtung Schenkenvelds. Bei Panathinaikos stand er für sechs Jahre unter Vertrag und konnte 2022 und 2024 den griechischen Pokal gewinnen.

### Nationalmannschaft
Bis zu seiner Knieverletzung zählte Schenkenveld zwischen 2005 und 2006 drei Einsätze für die U-15 Auswahl der Niederlande. Für die U-19 kam er auf neun weitere Länderspiele.